# Dansk films 100 års jubilæum
Dansk films 100 års jubilæum er en dansk dokumentarfilm fra 1996, der er instrueret af Ole Roos.

## Handling
Den 7. juni 1996 fyldte dansk film 100 år. Fødseldagen blev fejret med to kavalkadefilm, en til voksne og en til børn og unge. Ophavsmændene sagde: Filmene er en gave fra alle os i dansk film til vores publikum. De former sig som samlede forløb, der lystigt, dramatisk og uden historisk kronologi sammenstiller billeder og scener fra dansk film gennem årene.